# 羽田機場Access線
羽田機場Access線（日语：羽田空港アクセス線；或譯為羽田機場聯絡線）是由JR東日本提出，以JR東日本現有的營運路線為基礎（包含直通運行路線）串聯羽田機場與東京市區、首都圈廣域地區之間交通的聯外鐵路系統計畫。其規劃從羽田機場國內線地區興建新線通往機場北側的東京貨運總站，再從此分出3個分線（ / Route），均採地下化方式興建，分別為：
- 東山手分線 - 利用現已停用的東海道貨物線區間（大汐線），在田町站附近連接東海道線，並與上野東京線直通運行。
- 西山手分線 - 在大井町站附近新建短絡線連接臨海線，並與埼京線直通運行。
- 臨海部分線 - 擴建臨海線既有的列車回送線，與臨海線主線銜接，並與京葉線直通運行。

2021年1月20日，東京貨物總站站 - 羽田空港新站（暫称）間的5.0km第一種鐵道事業許可取得。田町站 - 東京貨物總站站間（大汐線）的改良区間包含在內、預算約3,000億日圓。2022年動工，並在2029年開始運作。